# Gina Chua
Gina Chua es una periodista de Singapur que se desempeña como editora ejecutiva de la startup de medios Semafor. Anteriormente fue la editora ejecutiva de la agencia de noticias Reuters. Chua es una de las periodistas abiertamente transgénero de más alto rango en los Estados Unidos.

## Biografía
Nacida en Singapur, Chua asistió a la escuela secundaria en Filipinas. Estudió en la Universidad de Chicago, obteniendo una licenciatura en matemáticas, y en la Universidad de Columbia, donde obtuvo una maestría en periodismo. Se mudó a la ciudad de Nueva York en 2005. Chua transicionó a fines de 2020.

### Carrera profesional
Chua trabajó en Singapore Broadcasting Corporation y Straits Times, fue reportera de The Wall Street Journal en Manila y Hanoi, y luego se desempeñó como editora en jefe de The Wall Street Journal Asia (también conocido en un momento como The Asian Wall Street Journal) y South China Morning Post. También fue editora principal de The Wall Street Journal en Nueva York.
Chua comenzó a trabajar como editora de Reuters en 2011. Fue nombrada editora ejecutiva de la agencia en abril de 2021.
Chua cofundó los Premios Sigma de periodismo de datos con Aron Pilhofer en 2020. Ha impartido clases a nivel de pregrado y posgrado, y cursos breves de capacitación sobre los modelos comerciales del periodismo, reportajes asistidos por computadora y aritmética en la Universidad de Nueva York, la Universidad de Hong Kong y la Universidad Tecnológica de Nanyang. También creó fondos para una beca para periodistas asiáticos a una maestría en reportajes económicos y de negocios en la Universidad de Nueva York.
En 2021, Chua fue nombrada ganadora inaugural del premio Impact Award de la Online News Association por "su dedicación a la innovación en la narración visual y su firme compromiso de asesorar a los periodistas y abordar los problemas estructurales de la industria".
En marzo de 2022, Chua anunció que dejaría su puesto de editora ejecutiva en Reuters para convertirse en editora ejecutiva de Semafor, una empresa emergente de medios fundada por el periodista Ben Smith y el exdirector ejecutivo de Bloomberg Media Group, Justin B. Smith.